# Radical 143
El radical 143, representado por el carácter Han 血, es uno de los 214 radicales del diccionario de Kangxi. En mandarín estándar es llamado 血部, (xuè bù, ‘radical «sangre»’); en japonés es llamado 血部, けつぶ (ketsubu), y en coreano 혈 (hyeol). 
El radical «sangre» puede aparecer en diversas posiciones dentro de los caracteres que clasifica. En muchos casos aparece en el lado izquierdo (por ejemplo en 衂), en otros casos aparece en la parte inferior (por ejemplo en 衁) y en algunos otros casos en la parte superior (por ejemplo en 衆).
Los caracteres clasificados bajo el radical 143 suelen tener significados relacionados con la sangre. Como ejemplo de lo anterior se encuentran 衄, ‘hemorragia nasal’; 衅, ‘sacrificio de sangre’; 衊 ‘mancha de sangre’.

## Nombres populares
- Mandarín estándar: 血, xuè, ‘sangre’.
- Coreano: 피혈부, pi hyeol bu, ‘radical hyeol-sangre’.
- Japonés:　血（ち）, chi, ‘sangre’; 血偏（ちへん）, chihen, ‘«sangre» en el lado izquierdo del carácter’.[1]
- En occidente: radical «sangre».

## Galería
| Estilos antiguos                                 | Estilos antiguos                  | Estilos antiguos                        | Estilos antiguos                   | Estilos antiguos                   | Estilos empleados actualmente       | Estilos empleados actualmente  | Estilos empleados actualmente    | Estilos empleados actualmente   | Estilos empleados actualmente  |
|                                                  |                                   |                                         |                                    |                                    |                                     | 血                             | 血                               |                                 |                                |
| 甲骨文 jiǎgǔwén (escritura de huesos oraculares) | 金文 jīnwén (escritura de bronce) | 简帛 jiǎnbó (escritura de bambú y seda) | 篆文 zhuànwén (escritura de sello) | 篆文 zhuànwén (escritura de sello) | 隸書 lìshū (estilo de los escribas) | 楷書 kǎishū (estilo regular)   | 楷書 kǎishū (estilo regular)     | 行書 xǐngshū (estilo corriente) | 草書 cǎoshū (estilo de hierba) |
| 甲骨文 jiǎgǔwén (escritura de huesos oraculares) | 金文 jīnwén (escritura de bronce) | 简帛 jiǎnbó (escritura de bambú y seda) | 大篆 dàzhuàn (sello grande)        | 小篆 xiǎozhuàn (sello pequeño)     | 隸書 lìshū (estilo de los escribas) | 繁體／繁体 fántǐ (tradicional) | 简体／簡體 jiǎntǐ (simplificado) | 行書 xǐngshū (estilo corriente) | 草書 cǎoshū (estilo de hierba) |

## Caracteres con el radical 143
| trazos | carácter    |
| ------ | ----------- |
| + 0    | 血          |
| + 3    | 衁 衂       |
| + 4    | 衃 衄       |
| + 5    | 衅          |
| + 6    | 衆 衇 衈 衉 |
| + 15   | 衊          |
| + 18   | 衋          |